# Curtiss N-9
Le Curtiss N-9 est un avion militaire de la Première Guerre mondiale.

## Description
Le N-9 est un hydravion biplan. Il est doté d'un flotteur central et de deux stabilisateurs.